# 米歇尔·瓦扬古
米歇尔·瓦扬古（法語：Michel Vaillancourt，1954年7月26日—），加拿大男子马术运动员。他曾代表加拿大参加1976年夏季奥林匹克运动会马术比赛，获得个人场地障碍赛银牌和团体场地障碍赛第五名。